# The Pagan Front
The Pagan Front er en websted, som stiller serverplads til rådighed for nationalsocialistiske black metal-bands og diverse pagan metal-bands, som ellers ofte ville have svært ved at få deres materiale distribueret på grund af deres ekstreme nazistiske holdninger. De fungerer også som paraplyorganisation eller samlingspunkt for flere højreorienterede magasiner og pladeselskaber.
Blandt de bedst kendte bands som støttes af The Pagan Front er Capricornus, Der Stürmer, Graveland, Kataxu og Temnozor.